# Liste des rois de Juda

## Liste des rois de Juda
Pour cette période, la plupart des spécialistes de l'Ancien Testament suivent les chronologies établies par William Foxwell Albright, Edwin R. Thiele ou Gershon Galil, toutes mentionnées ci-dessous. Toutes les dates sont av. J.-C.
| dates d'Albright            | dates de Thiele | dates de Galil | Nom courant           | Nom de règne et style + références bibliques                                                               | Notes |
| --------------------------- | --------------- | -------------- | --------------------- | --- | --- |
| Maison de Saül              |                 |                |                       | | |
| 1051–1010                   | 1050–1010       | 1050–1010      | Saül                  | שאול המלך Sha'ul 1Sam. IX - 1Sam. XXXI ; 1Chr. X                                                           | Fils de Qish, de la tribu de Benjamin. Roi d'Israël unifiée. Régna en Israël pendant 40 ans. Il se tua durant la guerre contre les Philistins, au Mont Guilboa.                                                         |
| Maison de David             |                 |                |                       | | |
| 1000–962                    | -               | 1010–970       | David                 | דוד בן-ישי David ben Yishaï                                                                                | Roi d'Israël unifiée |
| 962–922                     | -               | 970–931        | Salomon               | שְלֹמֹה בן-דוד Šĕlōmōh ben David                                                                              | Roi d'Israël unifiée - Fils de David et de Bathsheva, ses droits de successions furent disputés par son demi-frère aîné, Adoniyah                                                                                       |
| 922–915                     | 931–913         | 931–914        | Roboam                | רְחַבְעָם בן-שְלֹמֹה Rĕḥav˓ām ben Šĕlōmōh 1 Rois 14:21 ; 2 Ch 12:13                                               | [ N 1 ] |
| 915–913                     | 913–911         | 914–911        | Abijam                | אַבִיָּם בן-רְחַבְעָם ˒Avîyām ben Rĕḥav˓ām 1 Rois 15:1,2 ; 2 Ch 13:1,2                                             | |
| 913–873                     | 911–870         | 911–870        | Asa                   | אָסָא בן-אַבִיָּם ˒Āsā˒ ben ˒Avîyām 1 Rois 15:9,10 ; 2 Ch 16:13                                                  | |
| 873–849                     | 870–848         | 870–845        | Josaphat              | יְהוֹשָפָט בן-אָסָא Yĕhôšāfāṭ ben ˒Āsā˒ 1 Rois 22:41,42 ; 2 Ch 20:31                                             | |
| 849–842                     | 848–841         | 851–843        | Joram                 | יְהוֹרָם בן-יְהוֹשָפָט Yĕhôrām ben Yĕhôšāfāṭ 2 Rois 8:16 ; 2 Ch 21:5                                              | Mort d'une « maladie d'entrailles » |
| 842–842                     | 841–841         | 843–842        | Ochozias              | אֳחַזְיָהוּ בן-יְהוֹרָם ˒Ăḥazyāhû ben Yĕhôrām 2 Rois 8:25,26 ; 9:29 ; 2 Ch 22:2                                    | tué par Jéhu, roi d'Israël |
| Maison d'Omri               |                 |                |                       | | |
| 842–837                     | 841–835         | 842–835        | Athalie               | עֲתַלְיָה בת-עמרי ‘˓Ătalyāh bat ˓Omrî 2 Rois 11:3 ; 12:1 ; 2 Ch 22:12                                          | Reine mère, fille du roi Omri qui régna sur le royaume d'Israël, épouse de Joram, succède à son fils, puis meurt dans un coup d'État.                                                                                   |
| Maison de David 2 e période |                 |                |                       | | |
| 837–800                     | 835–796         | 842–802        | Joas                  | יוֹאָש בן-אחזיהו Yô˒āš ben ˒Ăḥazyāhû 2 Rois 12:1 ; 2 Ch 24:1                                                 | Tué par ses serviteurs |
| 800–783                     | 796–767         | 805–776        | Amasias               | אֲמַצְיָה בן-יוֹאָש ˒Ămaṣyāh ben Yô˒āš 2 Rois 14:1,2 ; 2 Ch 25:1                                                 | Assassiné |
| 783–742                     | 767–740         | 788–736        | Ozias (ou Azaria)     | עזיה בן-אֲמַצְיָה ‘Ouziyah ben ˒Ămaṣyāh עֲזַרְיָה בן-אֲמַצְיָה ˓Ăzaryâ ben ˒Ămaṣyāh 2 Rois 15:1,2 ; 2 Ch 26:1-3        | D'après George Syncellus, la première olympiade eut lieu en l'an 48 du règne d'Ozias |
| 742–735                     | 740–732         | 758–742        | Jotham                | יוֹתָם בן-עזיה Yôtām ben ‘Ouziyah 2 Rois 15:32,33 ; 2 Ch 27:1                                                | |
| 735–715                     | 732–716         | 742–726        | Achaz                 | אָחָז בן-יותם ˒Āḥāz ben Yôtām 2 Rois 16:1,2 ; 2 Ch 28:1                                                      | Teglath-Phalasar III roi d'Assyrie mentionne un tribut reçu d'Achaz ; cf 2 Rois 16:7-9; sort inconnu |
| 715–687                     | 716–687         | 726–697        | Ézéchias              | חִזֽקִיָּה בן-אָחָז 'Ḥizqîyâ ben Āḥāz 2 Rois 18:1,2 ; 2 Ch 29:1                                                   | Contemporain de Sennacherib d'Assyrie, et Merodach-baladan II de Babylone |
| 687–642                     | 687–643         | 697–642        | Manassé               | מְנַשֶּה בן-חִזֽקִיָּה Mĕnaššeh ben Ḥizqîyâ 2 Rois 21:1 ; 2 Ch 31:1                                                 | Mentionné dans les annales assyriennes comme contemporain d'Assarhaddon. |
| 642–640                     | 643–641         | 642–640        | Amon                  | אָמוֹן בן-מְנַשֶּה Āmôn ben Mĕnaššeh 2 Rois 21:19 ; 2 Ch 33:21                                                   | Assassiné |
| 640–609                     | 641–609         | 640–609        | Josias                | יֹאשִיָּהוּ בן-אָמוֹן Yō˒šiyyāhû ben Āmôn 2 Rois 22:1 ; 2 Ch 34:1                                                 | Mort dans la bataille à Megiddo contre Nékao II d'Égypte. |
| 609                         | 609             | 609            | Joachaz (ou Achaz)    | יְהוֹאָחָז בן-יֹאשִיָּהוּ Yĕhô˒āḥāz ben Yō˒šiyyāhû, אָחָז בן-יֹאשִיָּהוּ Āḥāz ben Yō˒šiyyāhû 2 Rois 23:31 ; 2 Ch 36:1,2    | Il est aussi appelé Shallum (1 Chroniques 3,15 et Jérémie 22,11) |
| 609–598                     | 609–598         | 609–598        | Joiaqim               | יְהוֹיָקִים בן-יֹאשִיָּהוּ Yĕhôyāqîm ben Yō˒šiyyāhû 2 Rois 23:36 ; 2 Ch 36:5                                        | La Bataille de Karkemish eut lieu en la quatrième année de son règne (Jérémie 46:2) |
| 598                         | 598             | 598–597        | Joachin (ou Jeconiah) | יְהוֹיָכִין בן-יְהוֹיָקִים Yĕhôyākîn ben Yĕhôyāqîm, יְכָנְיָה בן-יְהוֹיָקִים Yĕkonyâ ben Yĕhôyāqîm 2 Rois 24:8 ; 2 Ch 36:9 | Joachin fut déposé le 16 mars 597 AEC après la chute de Jérusalem et déporté à Babylone. Il est appelé Jeconiah dans le Livre de Jérémie et dans le Livre d'Esther. Libéré après trente-sept ans de captivité, en -562. |
| 597–587                     | 597–586         | 597–586        | Sédécias              | צִדְקִיָה בן-יֹאשִיָּהוּ Ṣidqîyâ ben Yō˒šiyyāhû 2 Rois 24:18 ; 2 Ch 36:11                                           | Le dernier roi de Juda. Déposé, ses fils exécutés, ses yeux crevés, fut envoyé en exil ; meurt en prison à Babylone,. Le temple de Jérusalem est détruit en 586 av. J.-C. par Nabuchodonosor.                           |